# Niszczyciele typu Farragut (1934)
Niszczyciele typu Farragut – typ amerykańskich niszczycieli wybudowanych w latach 30. XX wieku w liczbie ośmiu jednostek. Wszystkie uczestniczyły w działaniach II wojny światowej, trzy zostały utracone wskutek nieszczęśliwych wypadków.

## Historia
Niszczyciele typu Farragut powstały jako pierwsza seria amerykańskich okrętów tej klasy zbudowana po zakończeniu I wojny światowej. Przez całą dekadę lat 20. XX wieku US Navy eksploatowała wyprodukowane w długich seriach jednostki typów Wickes i Clemson (tzw. "czterofajkowce"). Jednak w następnym dziesięcioleciu ich zbyt mała w porównaniu z nowo powstającymi konstrukcjami potencjalnych przeciwników wartość bojowa spowodowała rozpoczęcie prac koncepcyjnych nad nową, dostosowaną do zmienionych wymogów pola walki, konstrukcją.
Nowe niszczyciele miały mieć lepsze własności morskie oraz silniejsze, uniwersalne uzbrojenie artyleryjskie z centralnym systemem kierowania ogniem. W efekcie powstał projekt okrętu o wyporności standardowej 1375 ton, uzbrojony w pięć armat kal. 127 mm i osiem wyrzutni torped kal. 533 mm, umieszczonych w osi symetrii. Szczegółowe plany nowej jednostki opracowało biuro konstrukcyjne stoczni koncernu Bethlehem Steel w Quincyw stanie Massachusetts. W ramach przeciwdziałania skutkom wielkiego kryzysu kontrakty na budowę ośmiu niszczycieli otrzymało sześć stoczni: prywatne Bethlehem Steel w Quincy i Bath Iron Works w Bath w stanie Maine oraz stocznie marynarki w Nowym Jorku, Bostonie, Filadelfii i Puget Sound (stan Waszyngton).
Budowy okrętów rozpoczęto w latach 1932–1934, zaś wejście do linii miało miejsce w latach 1934–1935.  Pierwszy niszczyciel tego typu USS "Farragut" (DD-348) wszedł do służby w marcu 1934, zaledwie miesiąc później położono stępkę pod USS "Mahan" (DD-364), pierwszy okręt następnego typu amerykańskich niszczycieli.
Wszystkie osiem jednostek typu spędziło okres II wojny światowej służąc na Pacyfiku i biorąc udział w większości akcji US Navy na tym froncie. Żaden z nich nie został utracony w wyniku działań przeciwnika, ale trzy zatonęły w nieszczęśliwych wypadkach: jeden wszedł na skały przybrzeżne podczas działań na Aleutach, dwa zniszczył tajfun w rejonie Filipin. Pozostałe zostały po zakończeniu wojny wycofane z linii i w latach 1946–1947 sprzedane i złomowane. Okręty typu Farragut były pierwszą w swojej klasie nowoczesną konstrukcją w marynarce amerykańskiej i ich projekt stał się podstawą do rozwoju kolejnych typów niszczycieli US Navy.

## Opis konstrukcji i modyfikacji

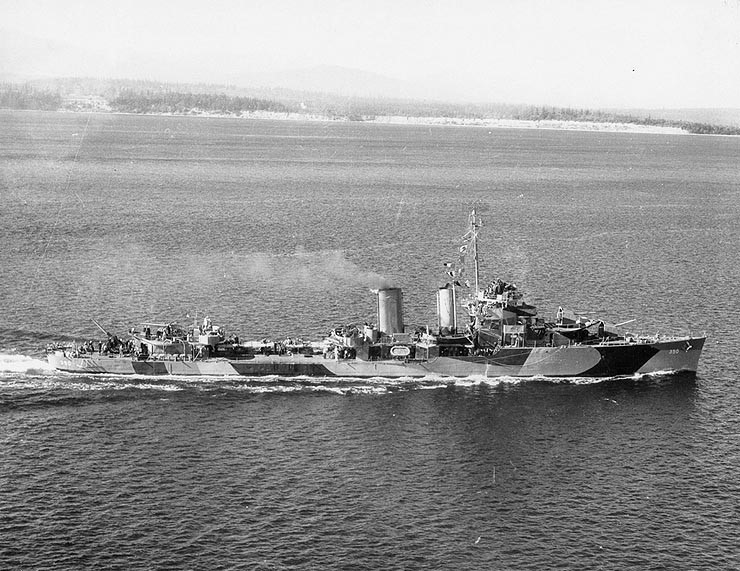
DD-350 10 października 1944

Niszczyciele typu Farragut miały stalowy, częściowo spawany kadłub z wyniesioną dziobówką i charakterystycznym podwójnym uskokiem pokładu na wysokości masztu głównego i pierwszego komina. Napęd okrętom zapewniały cztery kotły typu Yarrow, zasilające w parę dwie turbiny o projektowanej łącznej mocy 42 800 KM (na próbach osiągnięto maksymalnie 40 300 KM). Kotły umieszczone były w dwóch osobnych kotłowniach, zaś spaliny uchodziły przez dwa kominy, z których przedni obsługiwał jeden kocioł, tylny zaś trzy pozostałe. Niszczyciele miały dwie śruby i pojedynczy ster.
Początkowe uzbrojenie artyleryjskie stanowiło pięć armat uniwersalnych Mk 12 kal. 127 mm, umieszczonych po dwie na dziobie i rufie w superpozycjach oraz na śródokręciu za tylnym kominem. Jedynie działa dziobowe posiadały lekkie osłony przeciwodłamkowe. Uzbrojenie przeciwlotnicze składało się z dwóch podwójnych podstaw wielkokalibrowych karabinów maszynowych kal. 12,7 mm. Niszczyciele posiadały również dwie poczwórne wyrzutnie torpedowe kal. 533 mm. W momencie wejścia do służby okręty nie były wyposażone w bomby głębinowe, miotacze i dwie zrzutnie bomb głębinowych zostały zainstalowane na niszczycielach dopiero w 1936 roku.
Przeciętny czas budowy okrętów tego typu od położenia stępki do ich wodowaniu wynosił 15 miesięcy, a od wodowania do wejścia do służby następnych pięć.
Wojenne modernizacje niszczycieli typu Farragut dotyczyły głównie wzmocnienia uzbrojenia przeciwlotniczego. Ponieważ okręty zostały zaprojektowane bez żadnych rezerw tonażowych, wprowadzenie dodatkowych działek musiało się odbyć kosztem demontażu armaty kal. 127 mm ze śródokręcia. Początkowo na wszystkich jednostkach instalowano po osiem działek Oerlikon kal. 20 mm, od 1943 roku niszczyciele uzbrojone były w cztery działka Bofors kal. 40 mm i pięć działek Oerlikon. Instalowano na nich również radary kontroli powierzchni wody i przestrzeni powietrznej.

## Okręty
- USS "Farragut" (DD-348) – położenie stępki 20 września 1932, wodowanie 15 marca 1934, wejście do służby 8 czerwca 1934. Stocznia Bethlehem Steel w Quincy, Massachusetts.
- USS "Dewey" (DD-349) – położenie stępki 16 grudnia 1932, wodowanie 28 lipca 1934, w służbie od 3 października 1934. Stocznia Bath Iron Works, Bath, Maine.
- USS "Hull" (DD-350) – położenie stępki 7 marca 1933, wodowanie 31 stycznia 1934, w służbie od 24 maja 1935. Stocznia New York Navy Yard. Zatonął 18 grudnia 1944 roku podczas tajfunu w rejonie Filipin, ocalało jedynie sześciu marynarzy.
- USS "MacDonough" (DD-351) – położenie stępki 15 maja 1933, wodowanie 22 sierpnia 1934, wejście do służby 28 czerwca 1935. Stocznia Boston Navy Yard(inne języki).
- USS "Worden" (DD-352) – położenie stępki 29 grudnia 1932, wodowanie 27 października 1934, w służbie od 1 marca 1935. Stocznia Puget Sound Navy Yard. Zatonął 12 stycznia 1943 roku po wejściu na skały u wybrzeży wyspy Amczitka na Aleutach, zginęło 14 członków załogi.
- USS "Dale" (DD-353) – położenie stępki 10 lutego 1934, wodowanie 23 stycznia 1935, wejście do służby 19 lipca 1935. Stocznia New York Navy Yard.
- USS "Monaghan" (DD-354) – położenie stępki 21 listopada 1933, wodowanie 9 stycznia 1935, wejście do służby 30 sierpnia 1935. Stocznia Boston Navy Yard. Zatonął 18 grudnia 1944 roku podczas tajfunu w rejonie Filipin, zginęło 201 członków załogi, uratowano 62 osoby.
- USS "Aylwin" (DD-355) – położenie stępki 23 września 1933, wodowanie 10 lipca 1934, w służbie od 1 maja 1935. Stocznia Philadelphia Navy Yard.